# Тевдоре
Тевдоре (Тевдоре, груз. თევდორე — грузинський придворний художник царя Давида Будівельника відомий своїми фресками в чотирьох храмах Верхньої Сванетії.
Кисті Тевдоре належать розписи церкви Архангелів (сван. Тарінгзел) в селищі Іпрарі, церкви свв. Квіріке і Івліти (сван. Лагурка) в селі Хе, церкви св. Георгія (сван. Джграг) в селищі Накіпарі і церкви Спаса (сван. Мацхвар) в селищі Цвірмі. Фрески в Іпрарі і Накіпарі підписані ім'ям художника. Належність йому фресок в Хе і Цвірмі — гіпотеза Шалви Амиранашвили.
Барвисті яскраві розписи сванського художника свідчать про високий рівень мистецтва Сванетії в середні століття.

## Св. Георгій, Іпрарі
- Фотографії фресок